# Risöhäll bönehus
Risöhäll bönehus (finska: Risöhällin rukoushuone) är ett bönehus i Larsmo i Finland som är bönehus för den svenskspråkiga Fridsföreningens förbund.
Bygget av det första bönerummet i Risöhäll påbörjades 1958, då föreningen bildades. Det första bönehuset invigdes 1962 och byggdes ut 1985. När församlingen hade vuxit ur bönehuset under början av 2000-talet beslutade man att nytt bönehus skulle uppföras, vilket invigdes i mars 2007.